# Leopoldshöhe (Ortsteil)
Leopoldshöhe war eine selbständige Gemeinde und ist nun ein zentral gelegener Ortsteil der gleichnamigen Gemeinde Leopoldshöhe im Kreis Lippe. Als einziger Ortsteil grenzt Leopoldshöhe an keine Nachbarkommune an.

## Geographie
Leopoldshöhe liegt im Ravensberger Hügelland und ist fast vollständig bebaut. Dadurch hat der kleinste Ortsteil trotzdem die größte Einwohnerzahl und somit auch die höchste Bevölkerungsdichte  (2268 EW/km²) aller 8 Ortsteile.

## Geschichte

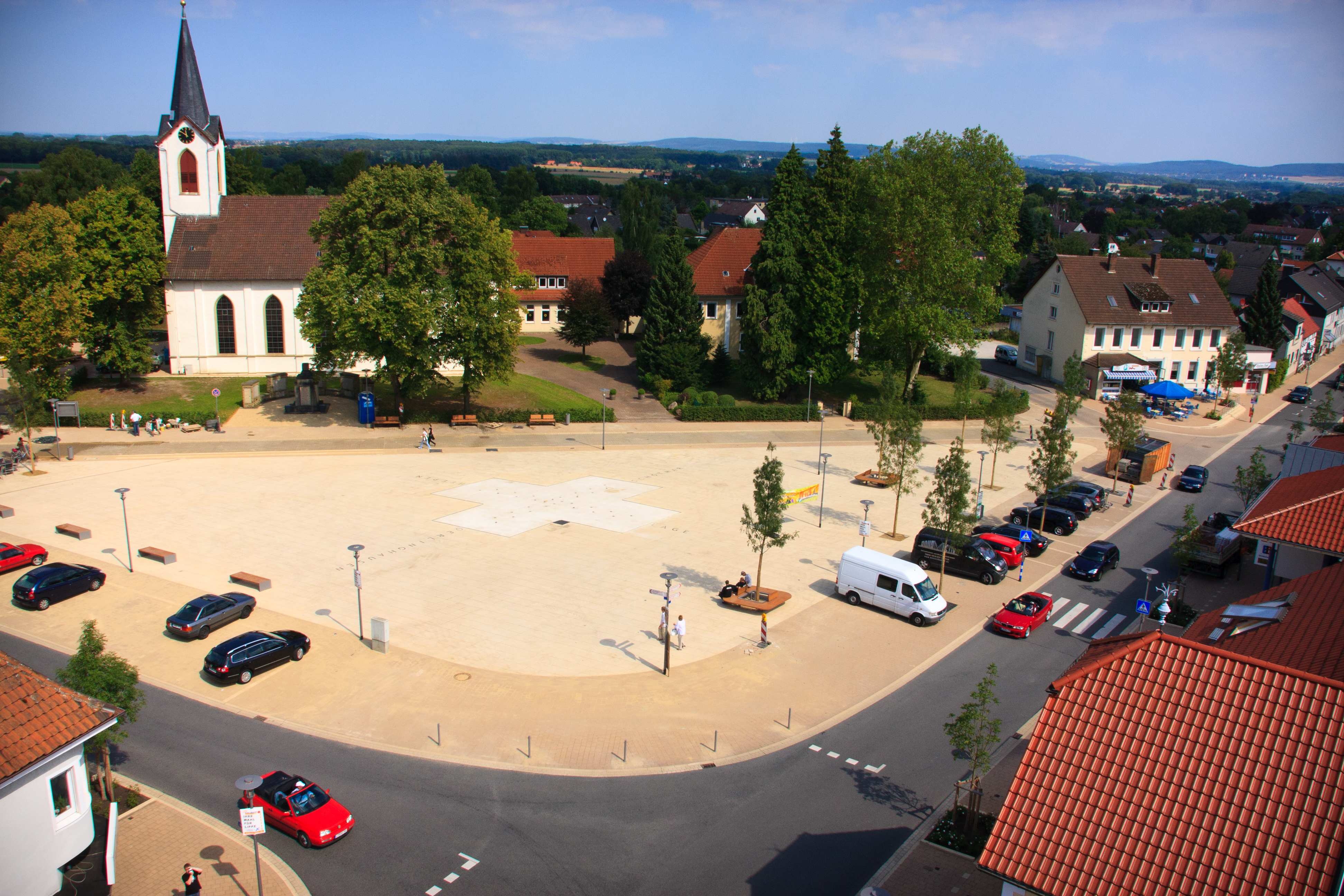
Luftbild vom Marktplatz und der Ev.-ref. Kirche Leopoldshöhe

Um 1850 hatte der ansässige Pastor Wilhelm Zeiß (Vater von Emil Zeiß), dem zu Ehren 2013 eine Straße im Zentrum von Leopoldshöhe Pastor-Zeiß-Weg benannt wurde, die Entfernungen zwischen den Kirchen in Heepen und Lage sowie Schötmar und Oerlinghausen abgeschritten, um so einen zentralen Punkt für eine neue Kirche zu finden. Um eine gleiche Schrittlänge zu ermöglichen, soll er einen Strick zwischen den Knöcheln befestigt haben. Der tatsächliche zentrale Punkt liegt aber ca. 200 m südlich des Kirchenstandortes, ob dies der Schrittungenauigkeit geschuldigt ist oder die Topographie (die Kirche wurde am höchsten Punkt einer kleinen Anhöhe errichtet) ausschlaggebend war, kann wohl nicht mehr geklärt werden. Bemerkenswert ist auch, dass die Ausrichtung der Kirche um mehr als 6 Grad von der West-Ost-Richtung abweicht.
Die Kirche und der Ort waren Teil der Gemeinde Hovedissen, die 1921 aufgelöst wurde.
Im Jahr 1898 wohnten im Wohnplatz Leopoldshöhe bereits 320 Einwohner und es gab eine Gendarmeriestation und ein Postamt.
Im Zuge der Kommunalreform 1969 wurde aus Leopoldshöhe und den 7 umliegenden Altgemeinden die neue Großgemeinde Leopoldshöhe gebildet.
Da sich Ortskern drei zentrale Straßen treffen, entstand hier der einzige Marktplatz der Gemeinde Leopoldshöhe. In der Folge und um eine städtische Struktur zu erzielen, ballte sich die Bautätigkeit. Bei der Aufstellung des Flächennutzungsplans wurde vorgesehen, zwischen Leopoldshöhe und Schuckenbaum einen Siedlungsschwerpunkt zu schaffen. Das Gegengewicht hierzu befindet sich im Süden der Gemeinde, zwischen Asemissen und Bechterdissen.
2004 wurde die L 751 (Hauptstraße/Schötmarsche Straße), die Bad Salzuflen und Oerlinghausen verbindet, um den Ortskern herumgelegt. Zu dieser Zeit entstand an der Krentruper Straße/Bürgermeister-Brinkmann-Weg ein neues Geschäftszentrum. Die im Ortskern verbleibenden Straßenflächen der L 751 und der K 5 (Herforder Straße) wurden anschließend zu Gemeindestraße herabgestuft.
In den Jahren 2007/2008 wurden diese  Hauptstraßen im Ortskern neu gestaltet, anschließend (2008/2009) der Marktplatz.